# Méagui (département)
Le département de Meagui est un département de Côte d'Ivoire. 